# 寛平御遺誡
寛平御遺誡（かんぴょうのごゆいかい）とは、寛平9年7月3日（897年8月4日）に宇多天皇が醍醐天皇への譲位に際して当時13歳の新帝に与えた書置。

## 概要
鎌倉時代に書かれた『本朝書籍目録』には全1巻であることが記されているが、原本は存在しない。ただし、平安時代中期以後、多くの書物に引用され、遅くても鎌倉時代までに主要な逸文を集めた写本が作成され（国立歴史民俗博物館所蔵）、それに他の書物に採録された逸文を組み合わせることでほぼ全容が判明するとされている。江戸時代の『群書類従』（雑部）をはじめとする現行の刊本は鎌倉期の写本や逸文に依拠するところが大きい。
叙位・任官をはじめとする朝廷の政務儀式、天皇の日常の行動から学問などについての注意が示されており、宮廷における年中行事の研究には欠かせない内容が含まれている。また、宇多天皇の譲位の事情や当時の宮中の人物評（藤原時平・菅原道真・平季長・紀長谷雄ら）も行っており、当時の政治史の研究にも欠かせない。
特に藤原時平を「若いが政理に通じているので顧問にして輔導に従うべき」とし、菅原道真を「鴻儒で深く政事を知るもので“新君之功臣”として信任すべき」と説き、醍醐天皇の立太子も譲位も道真だけに相談して決めたと記している。また、平季長と紀長谷雄は将来国家を支える大器になるだろうと予測し、両名を重用するように求めている（ただし、平季長は御遺誡が出されてからわずか19日後に突然の病で死去している）。
また寛平8年（896年）に唐人李懐（李環）と面会したことは誤りであったとして、外蕃（外国）の人とは必ず御簾越しに面会するようにとも記している。これ以降、在位中の天皇が外国人と面会することは明治に至るまでなかった。
宇多天皇が次期天皇の決定について菅原道真以外には関与させなかったという事実は、一面において天皇や貴族社会における道真への警戒心と反発を高め、後年菅原道真が大宰権帥に左遷された事件（昌泰の変）の原因になったともいわれている。